# ملعب عفك
ملعب عفك هو ملعب متعدد الاستخدامات في الديوانية، العراق. يستخدم حاليًا في الغالب لمباريات كرة القدم ويستخدم كملعب رئيسي لنادي عفك لكرة القدم والديوانية. الملعب يستوعب 5000 شخص.
تم افتتاح الملعب في 27 مايو 2016 بمباراة كرة قدم بين فريق الديوانية المحلي وفريق نجوم الدوري العراقي وانتهت 2-2. تم منح جميع عوائد تذاكر الدخول للعائلات الأكثر فقراً في المدينة وكذلك للعائلات التي ضحى أفرادها بأنفسهم لحماية وطنهم خلال حرب العراق الأخيرة.